# Ernest Grosselin
Ernest Grosselin, né le 22 février 1869 à Genève et mort le 2 février 1955 à Versoix, est un homme politique suisse membre du Parti radical-démocratique.

## Biographie
Fils de Jacques Grosselin, maire de Carouge et député radical, il enseigne les mathématiques à l'École polytechnique fédérale de Zurich (EPFZ) après avoir obtenu des licences ès sciences naturelles et ès mathématiques à Genève et à l'EPFZ.
Dès 1896, il devient officier instructeur d'artillerie à la garnison de Saint-Maurice où il fait toute sa carrière jusqu'au grade de colonel. Il deviendra divisionnaire et commandant de la première division (1923-1931). Par la suite, il est élu conseiller d'État genevois entre 1931 et 1933.
Dès 1939, il devient chroniqueur militaire du Journal de Genève puis, dès 1943, de L'Illustré. Il est aussi l'auteur de nombreuses publications touchant à l'artillerie et à l'histoire. Il préside l'Union des mobilisés de 1914 à 1918, le Club alpin de Genève et les Rencontres suisses (service civil d'information) qu'il a créées (1945-1954).